# Conservadorismo cultural
Conservadorismo cultural é descrito como a proteção do patrimônio cultural de um Estado-nação ou de uma cultura não definida pelas fronteiras nacionais. Às vezes é associado à crítica ao multiculturalismo e ao sentimento anti-imigração. Por seus objetivos de protecionismo cultural contrastarem com os de antirracistas, conservadores culturais chegam a ser acusados de racismo. Apesar disso, o conservadorismo cultural pode ser mais matizado na sua abordagem às línguas e culturas minoritárias; às vezes é focado aprendizagem de línguas patrimoniais ou na revitalização linguística, como do distinto dialeto local do francês em Quebec, do francês acadiano, gaélico canadiano e a língua micmac em Nova Escócia e Nova Brunswick, ou da língua irlandesa em Terra Nova. Outras vezes, o conservadorismo cultural está mais focado na preservação da cultura ancestral ameaçada de extinção de uma minoria étnica, como as dos povos nativos das Américas.
A cultura compartilhada pode ser tão divergente como a cultura ocidental ou a cultura chinesa.
O conservadorismo cultural é distinto do mero conservadorismo social, embora existam algumas sobreposições. Os conservadores sociais acreditam que o governo tem um papel em encorajar ou aplicar o que eles consideram valores ou comportamentos tradicionais. Um conservador social quer preservar a moralidade tradicional e costumes sociais, muitas vezes através da lei civil ou regulação. Mudança social é geralmente considerada como suspeita. Mesmo assim, em países como os EUA, conservadorismo cultural pode implicar uma posição socialmente conservadora na guerra cultural. Porque o conservadorismo cultural expressa a dimensão social de conservadorismo de acordo com a teoria espectro político, às vezes é chamado conservadorismo social. Em vez disso, conservadorismo social descreve valores morais e sociais conservadores, ou posições conservadoras tradicionalistas sobre questões socioculturais, como aborto e matrimônio homoafetivo, em oposição ao liberalismo cultural (liberalismo social nos EUA). Enquanto isso, o nacionalismo também difere do conservadorismo cultural porque nem sempre se concentra numa cultura específica.
Apesar de mais associado à direita política, como um sinônimo de conservadorismo nacional, o conservadorismo cultural também pode ser aderido pela esquerda política cética do globalismo neoliberal. Alguns exemplos são o político socialista francês Jean-Pierre Chevènement, a primeira-ministra dinamarquesa Mette Frederiksen e seu partido (os Sociais-Democratas), o autor e professor neerlandês membro do Partido Trabalhista Paul Scheffer, e a política alemã Sahra Wagenknecht e seu partido (BSW – Razão e Justiça).

## Perspectivas

### Favorável
Os proponentes argumentam que o conservadorismo cultural preserva a identidade cultural de um país. Eles frequentemente promovem assimilação na cultura dominante, acreditando que o monoculturalismo é mais construtivo para a unidade nacional. Eles afirmam que a assimilação facilita a integração de imigrantes e minorias étnicas na sociedade em geral, enquadrando o conservadorismo cultural como uma solução para conflitos étnicos. Os pesquisadores observam que quanto mais culturalmente homogênea uma comunidade é, mais as pessoas confiam umas nas outras; uma conclusão que foi fundamentada pela literatura empírica que demonstra que a diversidade étnica e cultural está inversamente relacionada com a coesão e confiança social.
Os defensores do conservadorismo cultural criticaram multiculturalismo, acreditando que o pluralismo cultural é prejudicial para uma identidade nacional unificada. Eles argumentam que diversidade cultural serve apenas para marginalizar os imigrantes, alheando-os como estranhos à sociedade. Em alguns países acredita-se que o multiculturalismo cria de fato uma segregação racial na forma de enclaves étnicos.  Oposição à imigração também é uma postura comum entre os proponentes. Os imigrantes muitas vezes trazem consigo as culturas, religiões e línguas dos seus países de origem, por vezes influenciando e mudando o país culturas dos seus países anfitriões. Os defensores do conservadorismo cultural argumentam que algumas dessas práticas culturais importadas, como hijabes, poligamia, casamento infantil e mutilação genital feminina estão em conflito direto com os valores do cultura dominante.

### Contrária
Os oponentes argumentam que o conservadorismo cultural é prejudicial diversidade cultural. Criticam o conservadorismo cultural por promover a intolerância cultural, criando mentalidades etnocêntricas limitadas e autoexpressão sufocante. Os oponentes citam inúmeras atrocidades históricas que se originaram de formas extremas de conservadorismo cultural, como racismo, genocídio, limpeza étnica, colonialismo e segregação racial. Eles afirmam que a assimilação cultural leva à marginalização das minorias que não se conformam com a cultura dominante.
Os oponentes apoiam o multiculturalismo, acreditando que o mesmo cria uma sociedade mais diversificada e tolerante. Eles afirmam que ajuda as pessoas da maioria étnica aprender mais sobre outras culturas, adaptar-se melhor às mudanças sociais e serem mais tolerantes com a diversidade. Eles também acreditam que o multiculturalismo chama mais atenção para as realizações históricas de outros grupos étnicos, que foram negligenciadas em tempos passados. Apoio à imigração é também uma postura comum entre os oponentes do conservadorismo cultural, que argumentam que ela enriquece a sociedade ao contribuir com novas ideias diversas. Em alguns casos, a arte, a música, a comida ou as roupas dos imigrantes são adotados pela cultura dominante.